# Pronunciamiento de 1883 en España

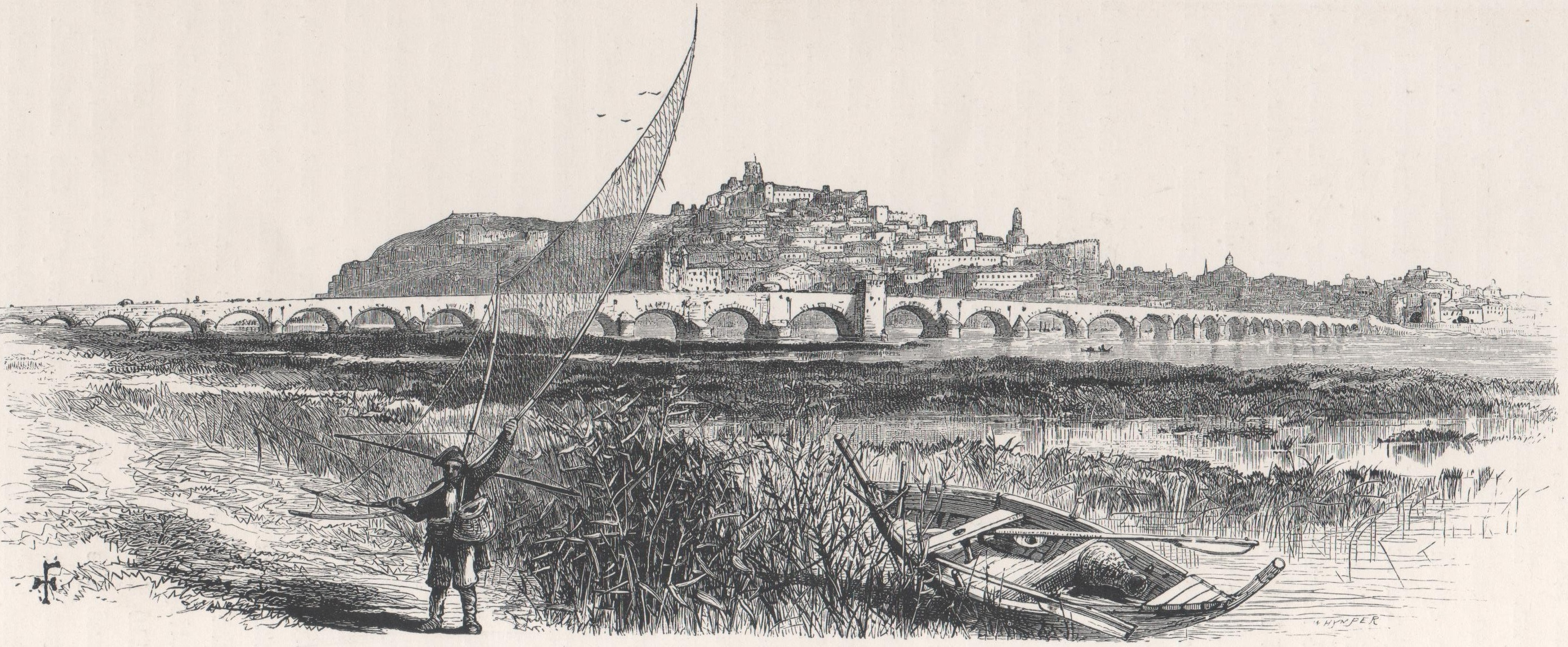
El puente de Badajoz sobre el río Guadiana con la ciudad al fondo (1883). En Badajoz fue donde se inició el fracasado pronunciamiento de agosto de 1883.

El pronunciamiento de 1883 en España fue un pronunciamiento fracasado que tuvo lugar en España a principios de agosto de 1883, durante el reinado de Alfonso XII, y que pretendía restablecer la Primera República Española. Fue planeado por la Asociación Republicana Militar (ARM), una organización militar clandestina promovida y financiada desde París por el líder republicano exiliado Manuel Ruiz Zorrilla. Los militares conjurados sólo consiguieron sublevar la guarnición de Badajoz, el 5 de agosto, y algunas unidades de las guarniciones de Santo Domingo de la Calzada, el 8 de agosto, y de La Seo de Urgel, el día 10. No contaron con ningún apoyo popular, lo que explicaría en gran medida su fracaso.

## Hechos
La Asociación Republicana Militar (ARM) era una organización militar clandestina promovida y financiada desde París por el líder republicano exiliado Manuel Ruiz Zorrilla. «Apoyado en su fortuna personal, en "algún dinero logrado nadie sabe cómo", en fondos de republicanos franceses y, por fin, en fuentes más interesadas en jugadas bursátiles (como confirmaría "la repentina invasión del mercado madrileño por dinero francés"), Ruiz Zorilla juntó la cantidad necesaria "para que determinado número de oficiales se sublevara"», ha señalado José Varela Ortega. La ARM se había fundado el 1 de enero de 1883 y contaba con más de mil militares afiliados, entre ellos varios generales, y en los meses siguientes había conseguido el apoyo de veintidós guarniciones, seis de ellas en las capitales de otras tantas regiones militares.

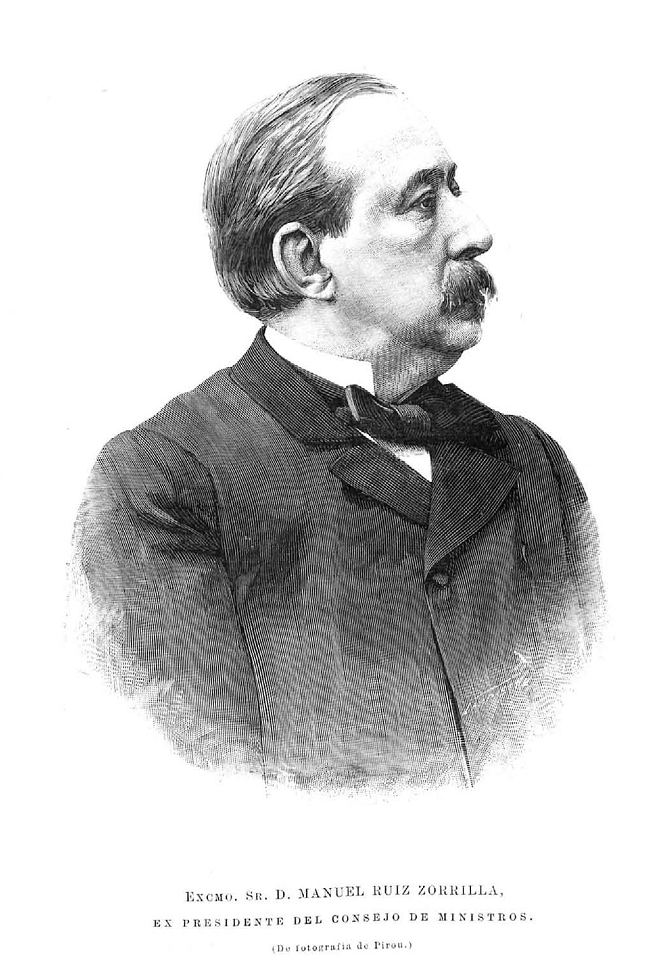
El líder republicano exiliado Manuel Ruiz Zorrilla. Desde París fue el instigador del pronunciamiento por medio de la Asociación Republicana Militar, promovida y financiada por él.

El movimiento militar estaba previsto para el 5 de agosto pero se decidió retrasarlo. Sin embargo, los militares comprometidos de Badajoz ―dos regimientos y una compañía que sumaban en total 900 hombres― no recibieron la noticia a tiempo y en la madrugada del 5 de agosto proclamaron la República. Formaron una Junta revolucionaria, encerraron a las autoridades civiles y militares que no se les sumaron y telegrafiaron al gobierno anunciándole que otras unidades iban a unírseles, lo que no sucedió. Cuando se enteraron de que estaban solos y que el gobierno enviaba tropas para acabar con la rebelión, huyeron a Portugal. Esperando todavía que se produjera un movimiento general un teniente sublevó el día 8 un regimiento de caballería en Santo Domingo de la Calzada (Logroño), pero fue perdiendo efectivos cuando se dirigía hacia Soria y un soldado acabó pegándole un tiro. Dos días después, el 10 de agosto, tres oficiales fracasaban en su intento de apoderarse de La Seo de Urgel y huían a Francia. Ninguna de las tres sublevaciones había encontrado ningún respaldo popular y Ruiz Zorrilla, por presiones del gobierno español ante el francés, se vio obligado a trasladar su residencia de París a Londres.
El historiador José Varela Ortega ha señalado que el pronunciamiento fracasó porque en la conspiración «faltó un cuadro de generales prestigiosos. De hecho, la graduación de los seguidores de Zorrilla "no pasaba, en general, de teniente coronel"». Además, «el manejo de los efectivos que con tanto esfuerzo había acumulado Zorrilla fue un desastre... Hicieron estallar el movimiento a destiempo, aisladamente, y cuando se entendía que debía ser pospuesto». «Expidieron un telegrama a Martínez Campos [ministro de la Guerra], dándole cuenta de sus intenciones e invitándole a unirse a su causa que ni en sueños había sido jamás la suya. Y luego otro, preguntándole cuántos efectivos pensaba enviar contra ellos. Esta última comunicación aún siendo grotesca, lo es menos de lo que aparenta, porque en ella aquellos oficiales eran fieles a la mejor tradición del pronunciamiento español de su tiempo: evitar un conflicto armado de envergadura», añade Varela Ortega. Carlos Dardé también considera que «el fracaso de las sublevaciones republicanas se debió más a los defectos propios que a la resistencia ajena. Las fuerzas comprometidas no eran suficientes, no hubo coordinación entre ellas, y su acción fue acogida con el más absoluto vacío por la sociedad».

## Consecuencias
En una recepción ofrecida por el rey en el Palacio de La Granja pocos días después de la fracasada asonada militar Alfonso XII mostró su «disgusto y vergüenza» y su preocupación sobre «¿qué pensarán los ejércitos extranjeros de un ejército donde ocurren estas cosas?». Cuando regresó a Madrid fue aclamado por la gente. Al embajador británico el rey le confesó apesadumbrado que «si al menos hubiera podido fusilar a una docena de generales, habría sido otra cosa». Por su parte, un político le aseguró a este embajador:

A Dios gracias, ya hemos dejado atrás esta fase de nuestra historia y tan libres de pronunciamientos estamos aquí en España, como lo están ustedes en Inglaterra. Aunque bien es verdad que, sin pronunciamiento ni electorado, no se adivina cuál va a ser el mecanismo del cambio.

Por su parte, el republicano federal Francesc Pi y Margall afirmó que la fracasada intentona militar había malbaratado «el caudal de la revolución, que no era escaso. Nunca más volvió la causa de la República a contar con tantos elementos».
Como ha destacado Varela Ortega, «los republicanos quedaron más mutilados que antes». «Entre los zorrillistas cundió el desánimo y Nicolás Salmerón aprovechó para desertar de los vencidos. Emilio Castelar, que precisamente por aquellos días se hallaba en San Juan de Luz negociando con Ruiz Zorrilla un acuerdo sobre próximas campañas parlamentarias y electorales, al conocer lo ocurrido, se apresuró a suspender el pacto. A los Federales también desagradó la aventura y achacaron el fracaso a la falta de voluntad de resistencia de los sublevados y al hecho de persistir en su negativa de armar "al pueblo"».
El fracasado pronunciamiento republicano, unido a la crisis diplomática con Francia del mes siguiente, debilitaron al gobierno, especialmente a los dos principales ministros implicados, Arsenio Martínez Campos en Guerra y el marqués de la Vega de Armijo, en Estado. «Martínez Campos... no acertó a montar un servicio de vigilancia eficiente que le informara de los progresos que los Republicanos hacían en el Ejército. Apenas sabía de la existencia de la ARM, por no hablar de sus efectivos y planes. Conoció casualmente lo ocurrido por un cable que un telegrafista de una oscura localidad portuguesa fronteriza [cercana a Badajoz] enviara a la central de Madrid. Ni siquiera sabía cuántos eran los regimientos sublevados, si mandaban oficiales o subalternos, y menos aún los nombres de los jefes. [...] Sin duda, políticamente hablando Martínez Campos era hombre muerto», ha señalado José Varela Ortega.
La fragilidad del gobierno fue aprovechada por el Partido Conservador y por la Izquierda Dinástica para presionar a Sagasta y conseguir que dimitiera. En unas declaraciones al periódico francés Le Figaro, publicadas a mediados de septiembre, el líder conservador Cánovas acusó al gobierno de negligencia por lo ocurrido en Badajoz y denunció que se dejase que los periódicos republicanos abrieran suscripciones en apoyo de los militares sublevados. Poco después caería el gobierno de Sagasta y se formaría el gobierno de José de Posada Herrera, de la Izquierda Dinástica.